# San Andrés Duraznal
San Andrés Duraznal es una localidad del estado mexicano de Chiapas, cabecera del municipio homónimo. 

## Geografía
La localidad está ubicada en la posición 17°9′1″N 92°47′43″O / 17.15028, -92.79528, a una altitud de 1604 m s. n. m.
Según la clasificación climática de Köppen, el clima corresponde al tipo Am - tropical monzónico.

## Demografía
Cuenta con 3869 habitantes lo que representa un incremento promedio de 2.7% anual en el período 2010-2020 sobre la base de los 2987 habitantes registrados en el censo anterior. Ocupa una superficie de 0.3549 km², lo que determina al año 2020 una densidad de 10 900 hab/km².
| Gráfica de evolución demográfica de San Andrés Duraznal entre 2000 y 2020 |
|                                                                           |
| Fuente: Instituto Nacional de Estadística Geografía e Informática         |

La población de San Andrés Duraznal está mayoritariamente alfabetizada (18.45% de personas analfabetas al año 2020) con un grado de escolarización en torno de los 5 años. El 99.72% de la población es indígena.